# Răscăieți
Răscăieți è un comune della Moldavia situato nel distretto di Ștefan Vodă di 3.599 abitanti al censimento del 2004.

## Località
Il comune è formato dall'insieme delle seguenti località (popolazione 2004):
- Răscăieți (2.930 abitanti)
- Răscăieții Noi (669 abitanti)